# Nice
Nice (vysl. [nis]IPA, okcitánsky Niça, vysl. [nisa], italsky Nizza) je jihofrancouzské město ležící v regionu Provence-Alpes-Côte d'Azur mezi městem Cannes a Monackým knížectvím na Azurovém pobřeží Středozemního moře. Je to prefektura departmentu Alpes-Maritimes a hlavní město obvodu Nice. Spolu s 23 okolními obcemi tvoří Communauté d'agglomération de Nice-Côte d'Azur (Společenství aglomerace Nice-Côte d'Azur).

## Obyvatelstvo
V Nice žije 343 629 obyvatel, v celé metropolitní oblasti pak přes jeden milion obyvatel (2012). Město i metropolitní oblast jsou pátým největším městem resp. aglomerací ve Francii (po Paříži, Marseille, Lyonu a Toulouse). Nice je jedním z hlavních center Francouzské Riviéry (Côte d'Azur, Azurové pobřeží). Každý rok sem přijede přes 4 miliony turistů z celého světa.

## Dějiny
Město Nice bylo založeno Řeky ve 4. st. před Kristem jako Nikaia. Později město obsadili Římané a původní název byl latinizován na Nicaea a později poitalštěn na Nizza. V severní části města lze najít římské vykopávky, lázně a Apollonův chrám. Od středověku náleželo Nice k hrabství Provence a od roku 1388 patřilo k Savojsku. Teprve od roku 1866 je město s přilehlou oblastí součástí Francie a je známé jako Nice.
V polovině 18. století začalo město přitahovat zvyšující se množství osob z aristokratické společnosti a vyšší třídy, zvláště Britů, kteří zde trávili zimní období kvůli místnímu mírnému podnebí. V roce 1832 město přijalo regulační urbanistický plán, který odstartoval rozsáhlý rozvoj města. Během následujícího století se nadále zvyšoval počet cizinců, především Rusů, žijících zde během zimy. 
Různé kulturní vlivy zahraničních návštěvníků a úsilí maximálně využít krajinářský potenciál místa vedly k výstavbě budov různorodých architektonických stylů. Město se stalo kosmopolitním zimním letoviskem. V roce 2021 bylo jádrová část rezidenční oblasti a historické centrum (i s promenádou) zařazeno na seznam světového kulturního dědictví UNESCO. 
14. července 2016 došlo ve městě k teroristickému útoku, když islamista Mohamed Lahouaiej Bouhlel najel kamionem do davu lidí slavících na Promenade des Anglais francouzský státní svátek den Dobytí Bastily. Počet obětí útoků dosáhl 86 mrtvých a kolem 400 zraněných.

## Město, památky a významné stavby

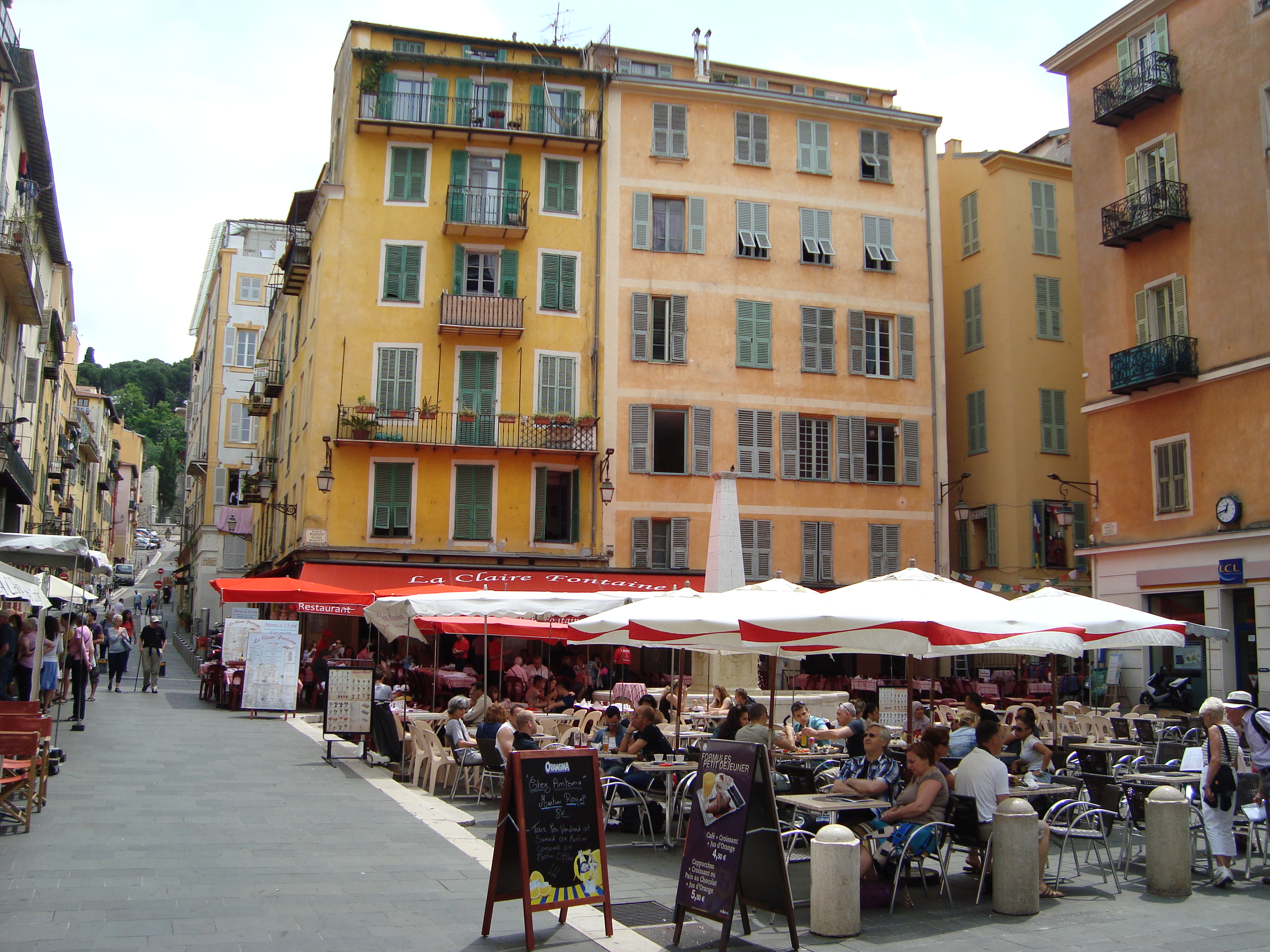
Place Rossetti, Staré Město

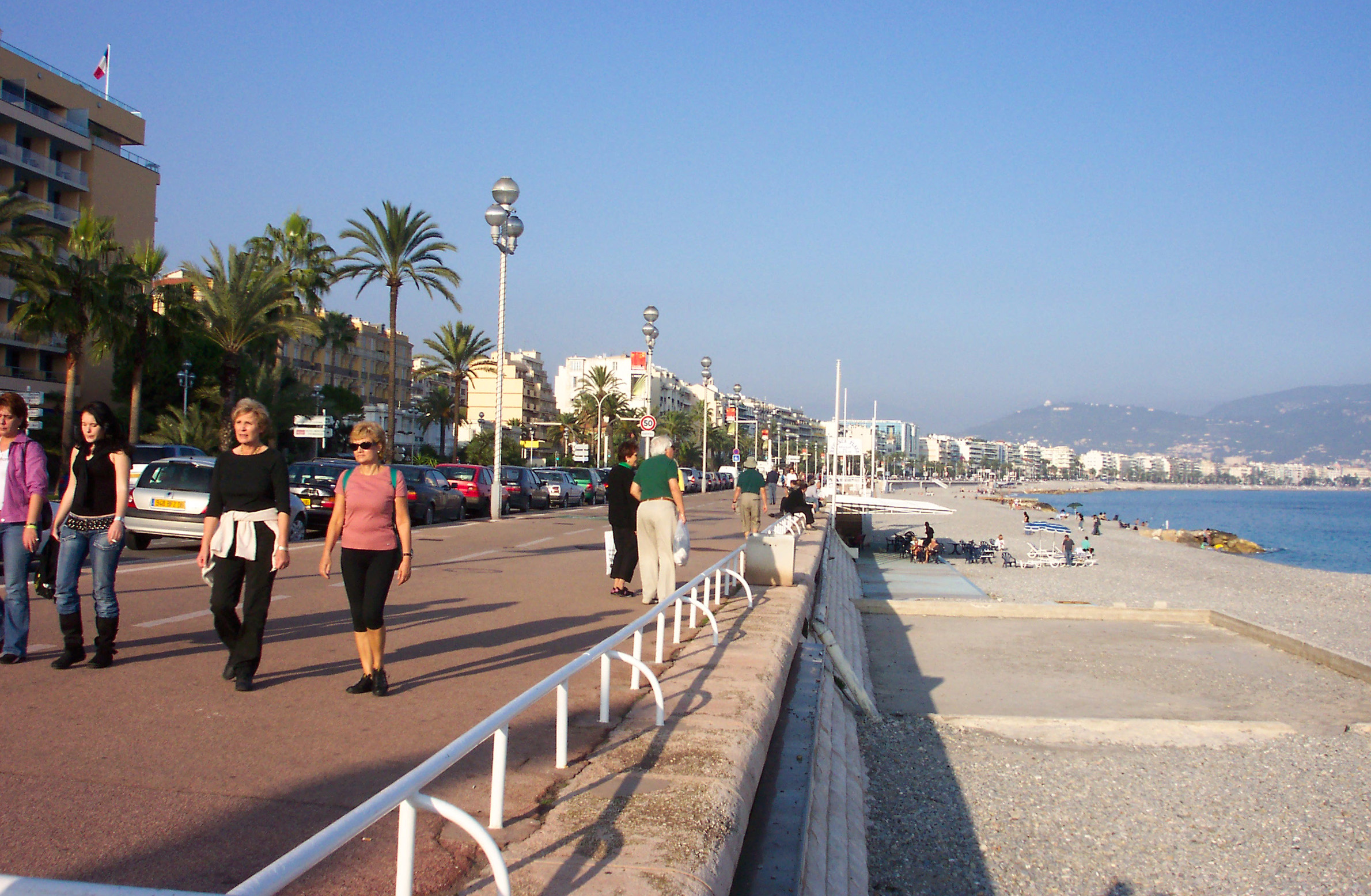
Anglická promenáda na pobřeží

Nejstarší část města Vieille Ville (Staré Město) se nachází pod vrchem Colline du Château (Zámecký vrch) v jihovýchodní části města, při pobřeží Středozemního moře. Hlavní nádraží Nice propojuje se Starým Městem 1,5 km dlouhá třída Avenue Jean-Médecin, která končí na největším náměstí v centru města Place Masséna. Jižně od náměstí je nábřeží, které tvoří slavná, místy až 40 metrů široká, 4 až 5 km dlouhá, Promenade des Anglais (Promenáda Angličanů). Nejvýznamnější budovou na promenádě je Opéra de Nice z konce 19. století. Další pozoruhodnou stavbou je luxusní hotel Negresco. Promenáda Angličanů ve východním směru končí přímo u vrchu Château a Starého Města. Staré Město tvoří síť poměrně úzkých uliček s několika náměstími. K největším náleží náměstí Place du Palais de Justice a Place Rossetti. Právě na náměstí Rossetti ve středu Starého Města najdeme barokní katedrálu Sainte-Réparate vystavěnou v letech 1650 až 1699.

## Náboženství

### Pravoslaví

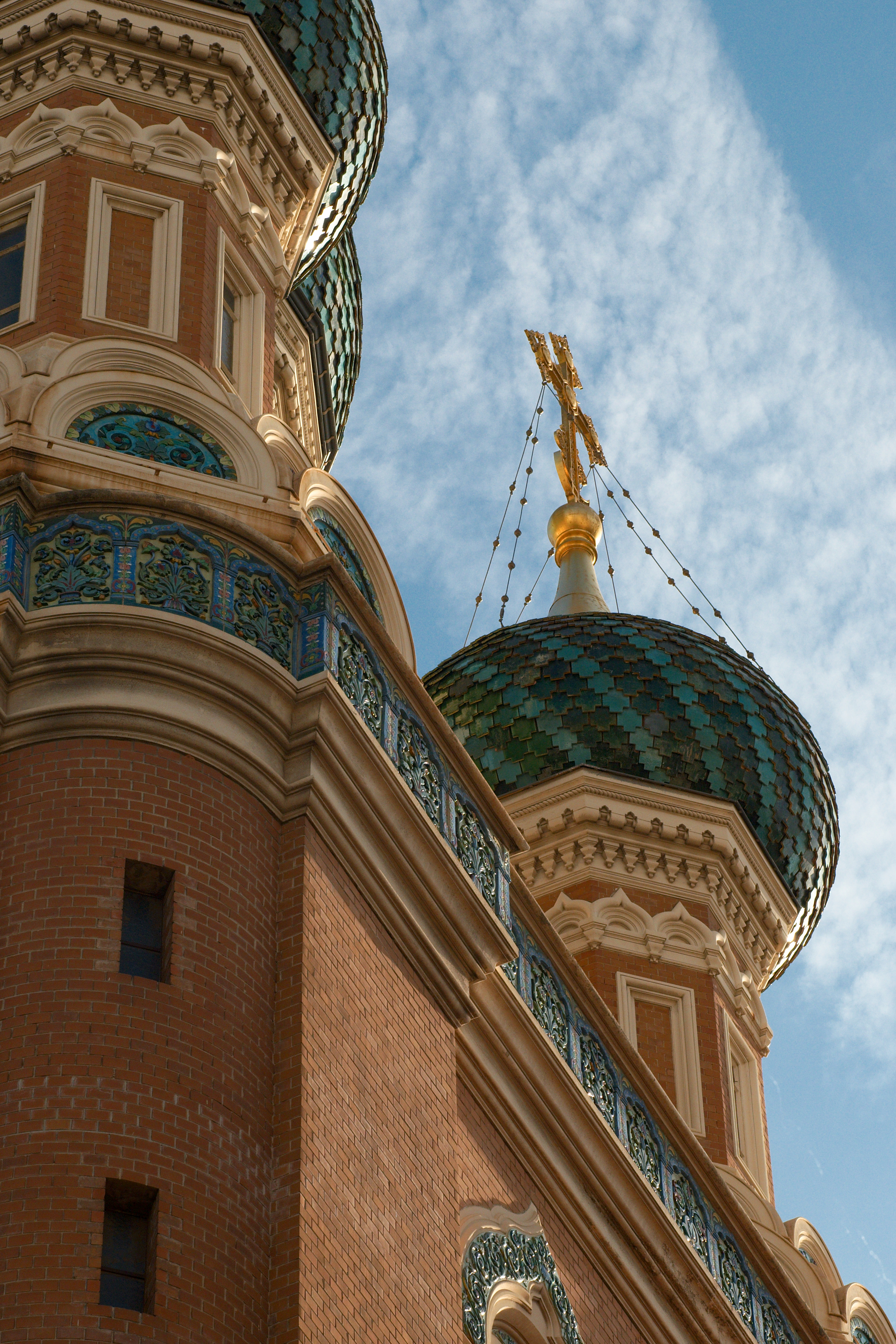
Katedrála svatého Mikuláše

Stále častější přítomnost zahraničních hostů v Nice od druhé poloviny 19. století urychlila výstavbu nových duchovních staveb. Současně s tím také začala výstavba nových pravoslavných chrámů pro ruské návštěvníky města. Prvním z nich byl chrám svatého Mikuláše a svaté Alexandry (église Saint-Nicolas-et-Sainte-Alexandra) na ulici Longchamp, dílo architekta Antoine-Françoise Barrayi z roku 1858. 
Po smrti mladého careviče Mikuláše Alexandroviče, nejstaršího syna Alexandra II. v roce 1865, nechal car u vily, kde carevič zemřel, vystavět pamětní kapli Mikuláše Alexandroviče. Ta se nachází na ulici Boulevard du Tzaréwitch.
Vedle kaple se tyčí katedrála svatého Mikuláše, postavená v letech 1903 – 1912 ve staroruském stylu, největší objekt Ruské pravoslavné církve mimo Rusko. Autorem stavby byl ruský architekt M. T. Preobraženskij, který je rovněž autorem zámku ve Valrose. Kasační soud z roku 2015 potvrdil vlastnictví chrámu Rusku.
Řecké pravoslavné společenství na Azurovém pobřeží si na ulici Désambrois v roce 1955 vystavělo chrám svatého Spyridona s unikátními byzantinskými freskami.

## Doprava
Doprava je zajišťována autobusy a třemi tramvajovými linkami (T1; T2; T3). Dopravu zde zajišťuje společnost Lignes d'azur. Je zde mezinárodní letiště.

### Silnice a dálnice
Přes město vede dálnice A8, která má problém s nedostatečnou kapacitou. Celkově jsou silnice v Nice kapacitně nedostatečné a přeplněné, což se negativně projevuje na hlučnosti a kvalitě ovzduší. Například na známé promenádě v Nice projede každý den 100 000 vozů.

### Autobusová doprava
Autobusová doprava stále zajišťuje hlavní přepravu cestujících po městě (dříve byla jediná), na mnoha hlavních a vytížených ulicích má samostatné pruhy, takže se některé linky blíží metrobusu. Celkově není komfort, spolehlivost ani bilance CO2 u autobusů příliš uspokojivá. Radnice, vedená starostou Christianem Estrosim, se proto snaží nahradit je ekologickými tramvajemi a jinými udržitelnými druhy dopravy.

### Tramvajová doprava
V současnosti (2024) jsou provozovány tři linky, dvě linky jsou zčásti podpovrchové. Tramvaje byly v Nice provozovány již v letech 1878 až 1953, kdy byly tramvaje stejně, jako v jiných městech Francie, zrušeny a nahrazeny autobusy. Plánuje se výstavba dalších dvou linek.

## Cestovní ruch
Již od 19. století je město známé a vyhlášené letovisko, nejprve zejména pro vyšší společenské vrstvy. Pobývala tu např. britská královna Viktorie.

## Vzdělání
- EDHEC Business School
- EPITECH
- ISEFAC Bachelor

## Vývoj počtu obyvatel
Počet obyvatel

## Galerie

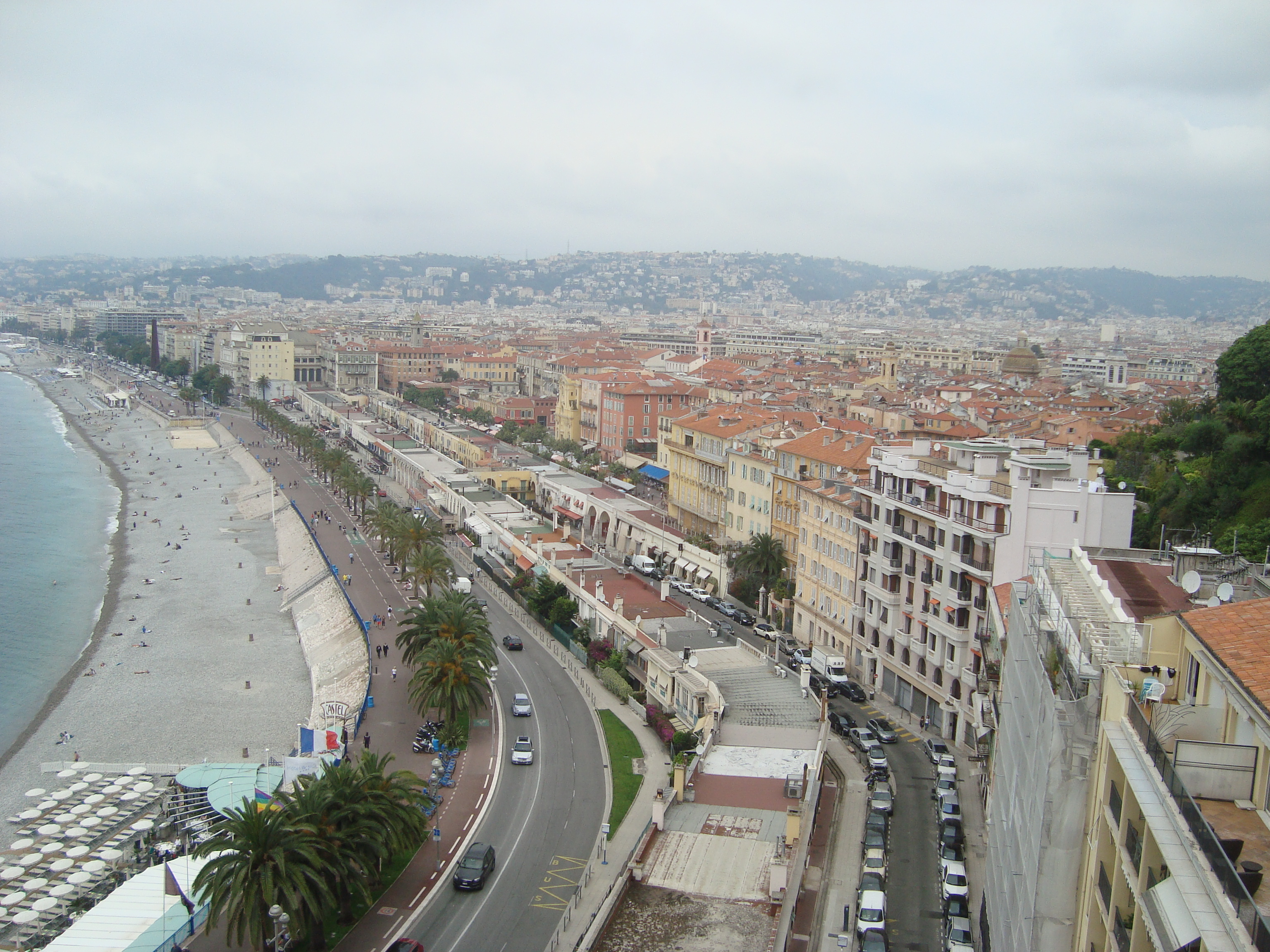
Promenade des Anglais a Staré Město
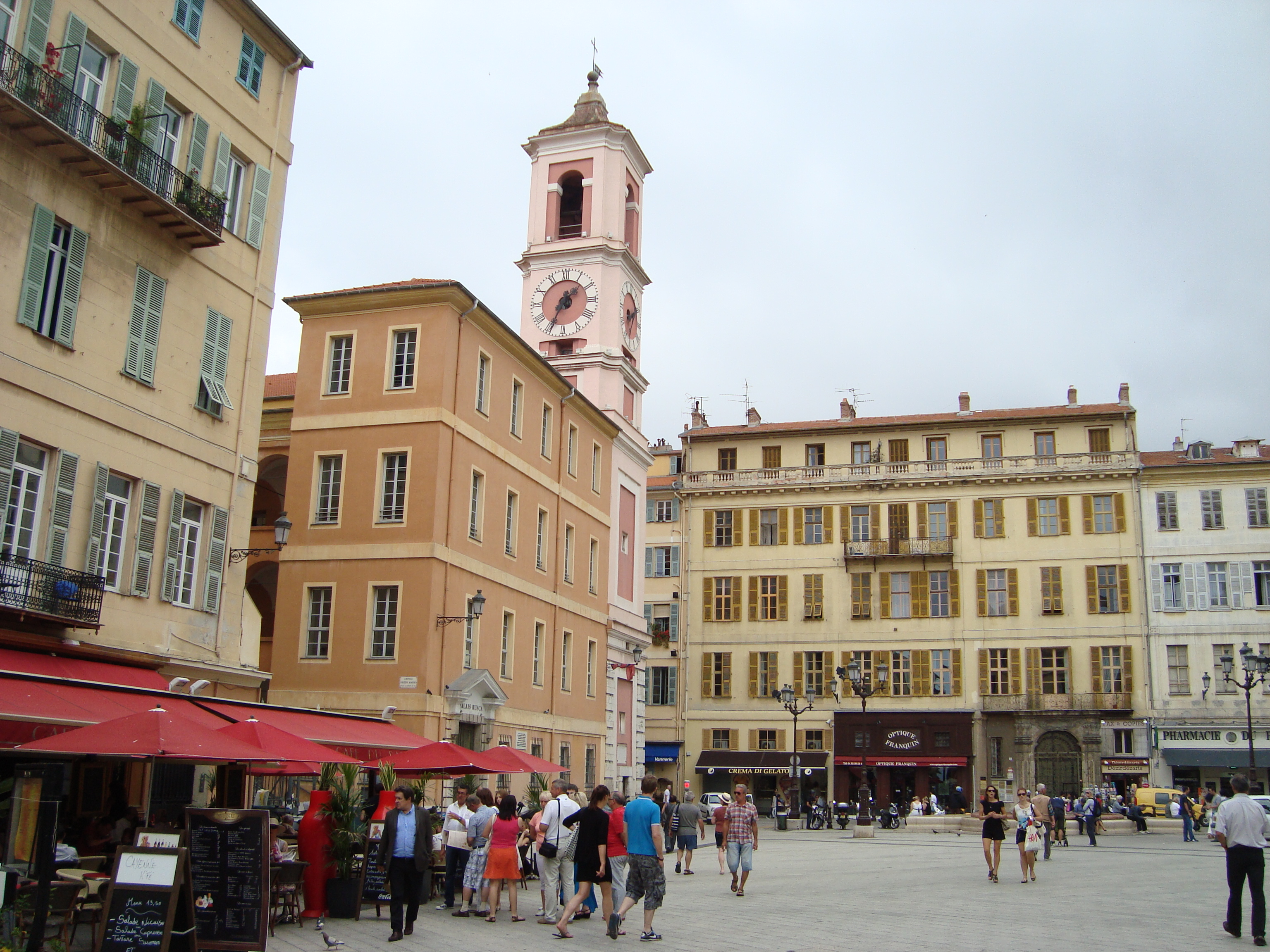
nám. Palais de Justice a palác Rusca se zvonicí
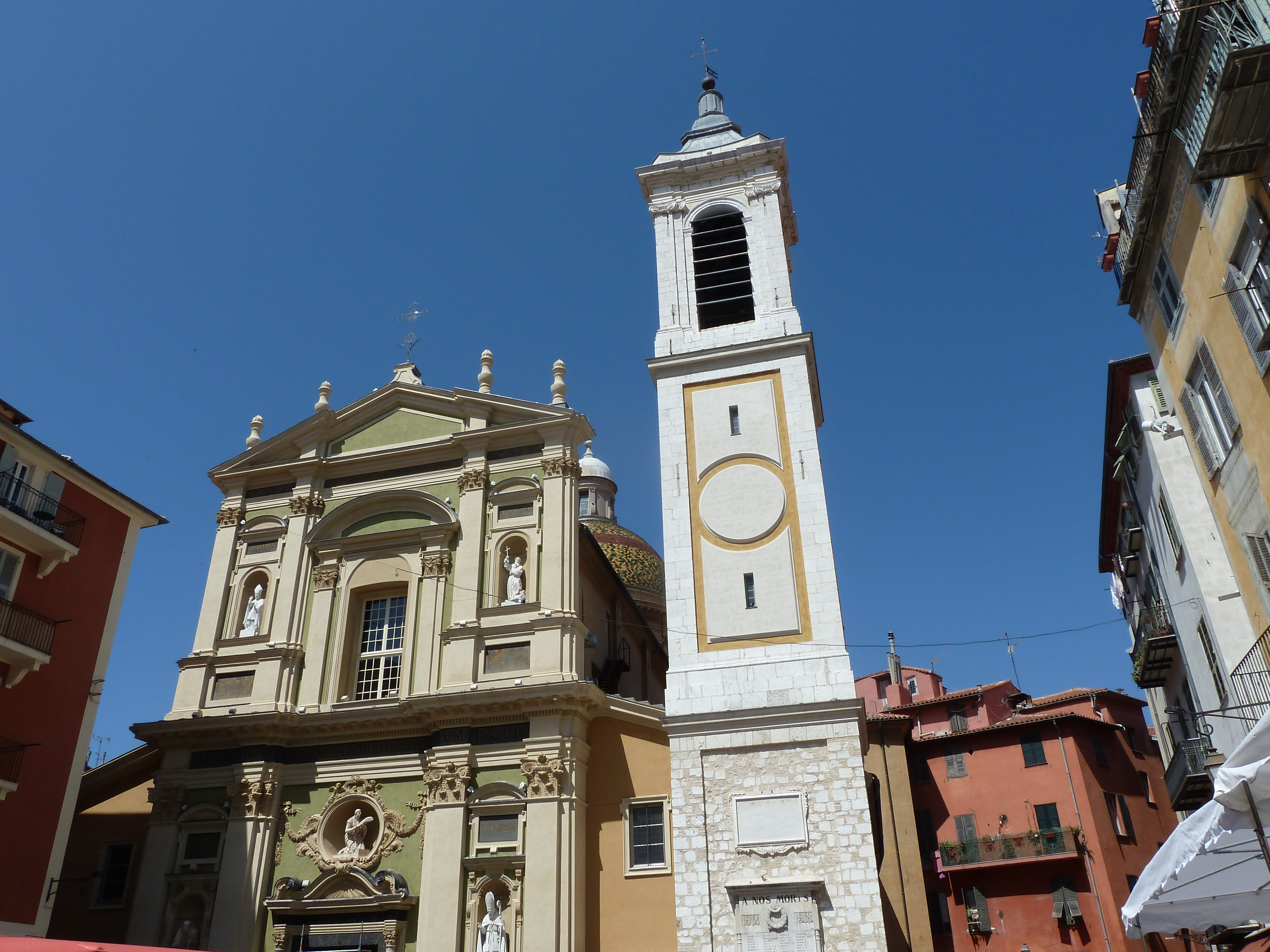
Katedrála Sainte-Réparate
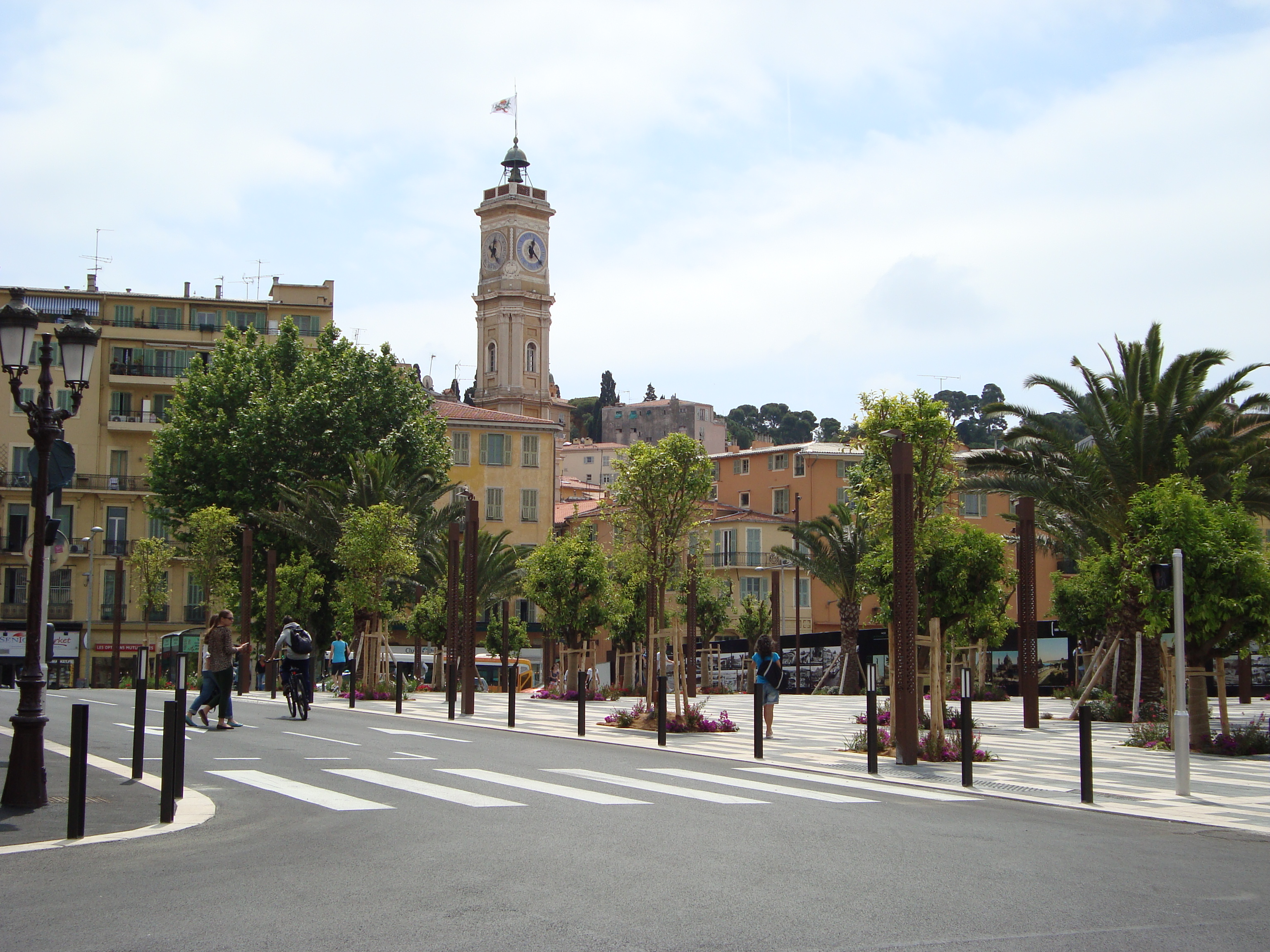
Promenade du Paillon a věž Saint-Francois
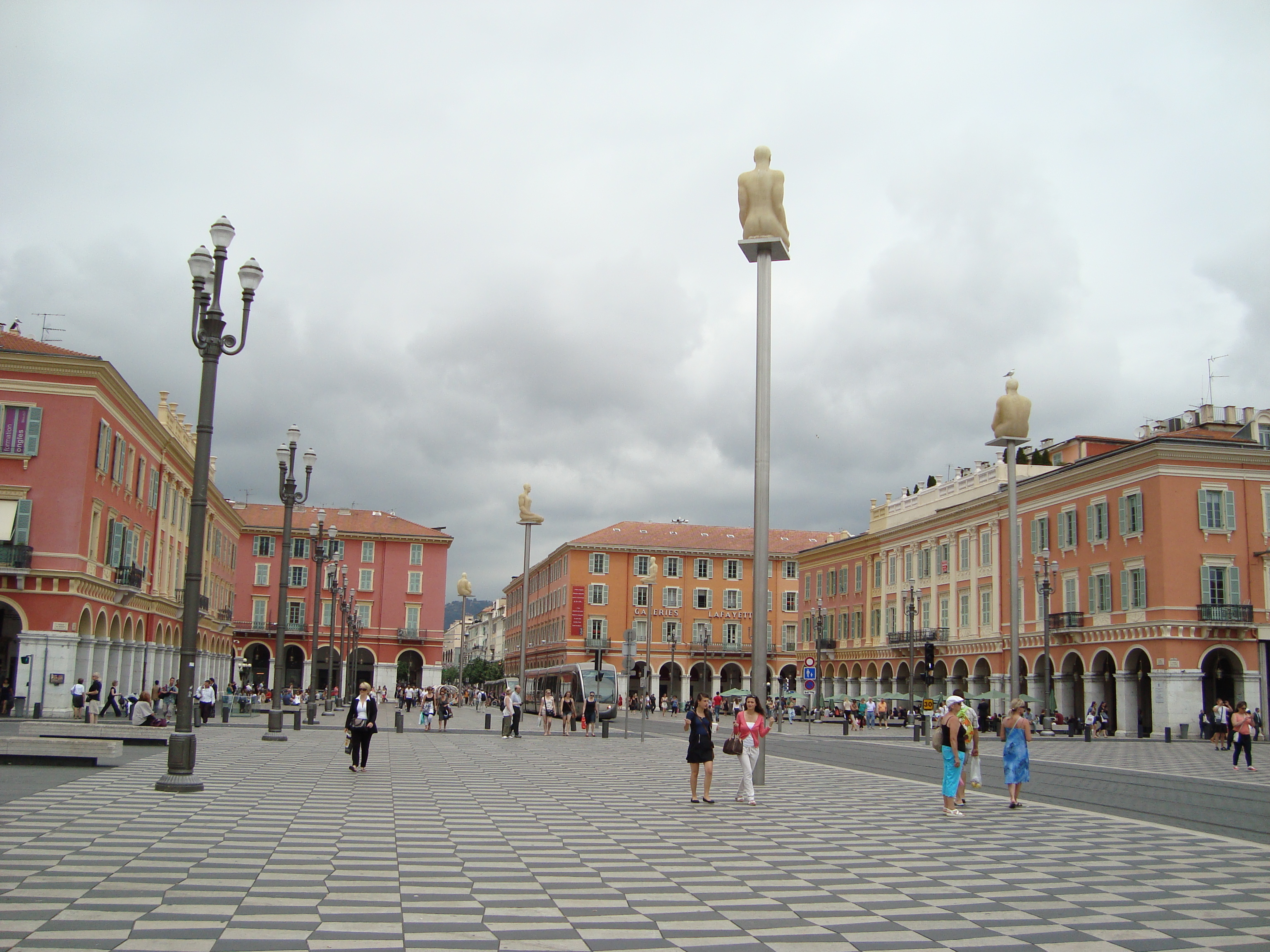
Náměstí Place Masséna
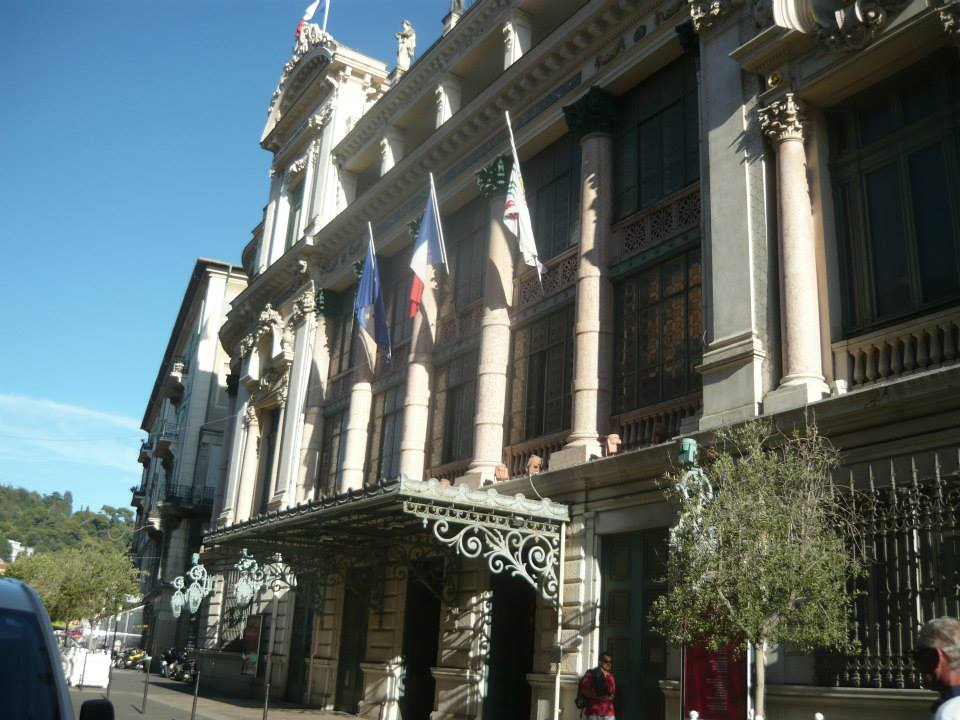
Opera
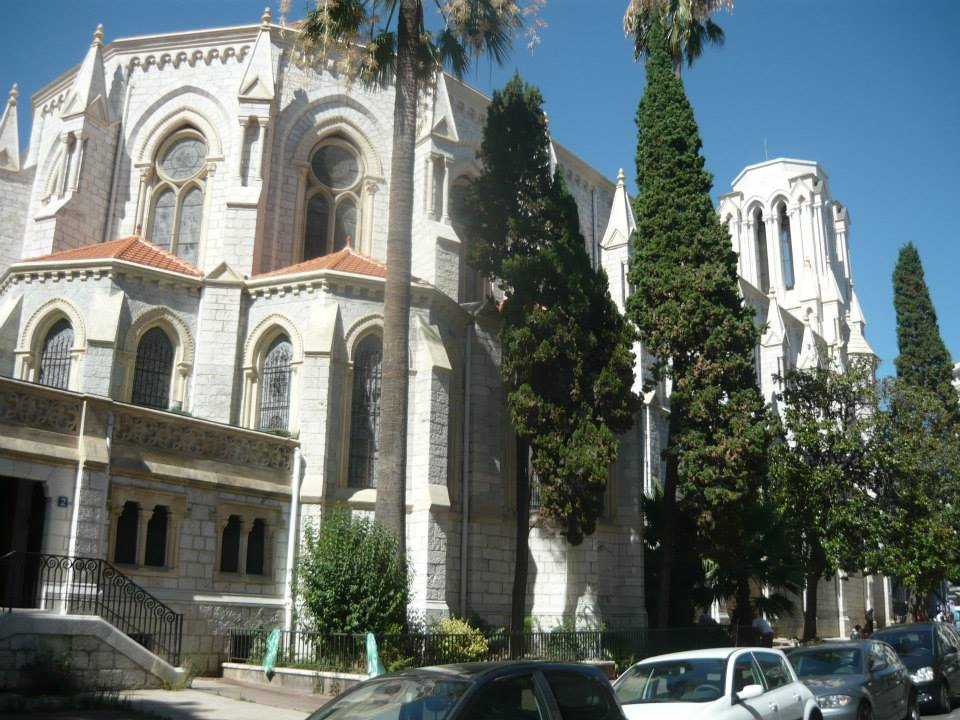
Notre Dame
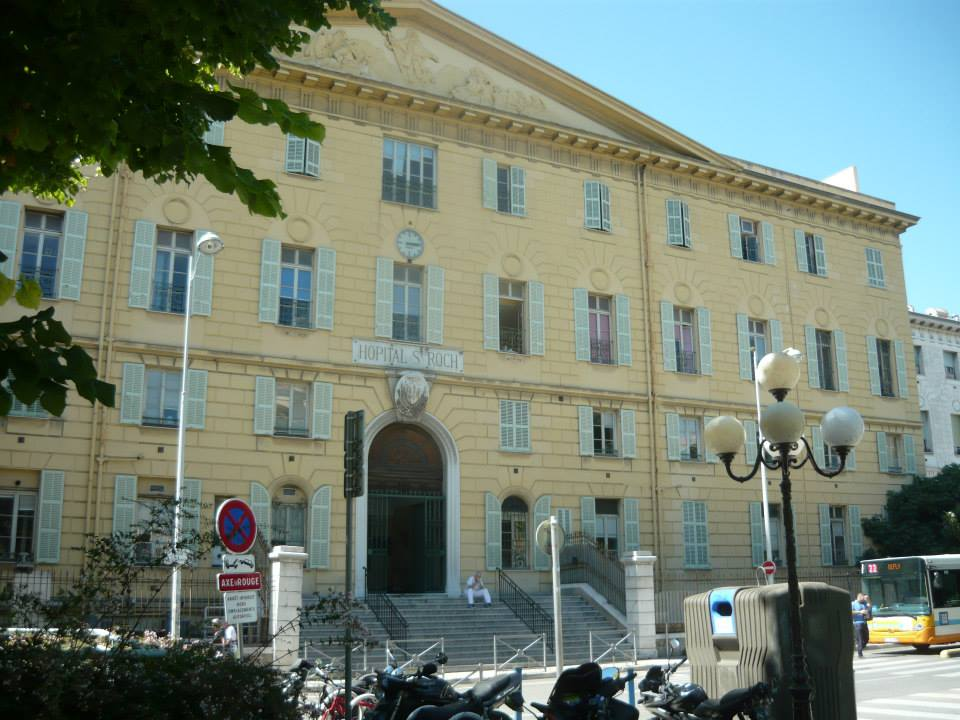
Nemocnice Saint-Roch
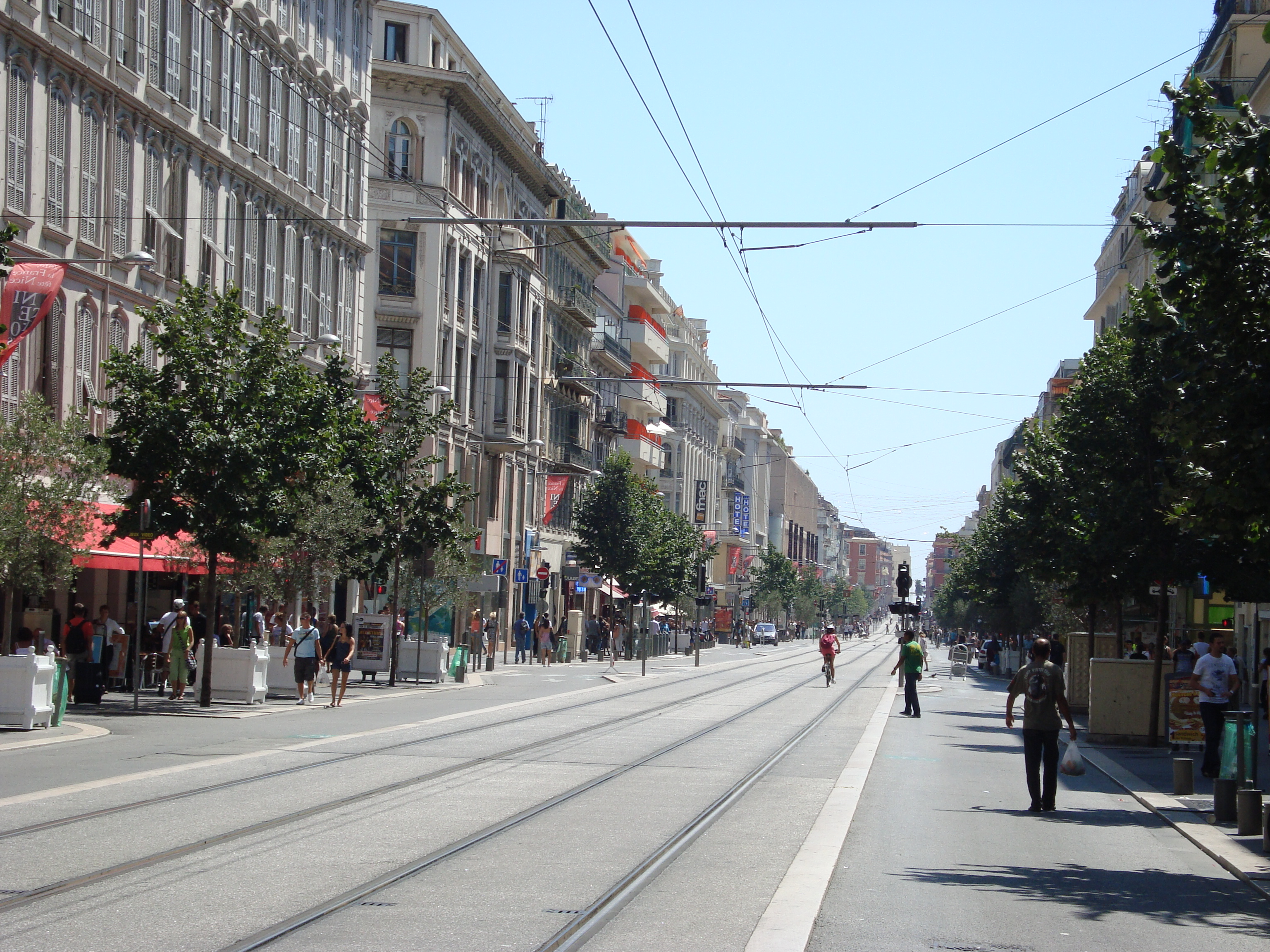
Hlavní třída Av. Jean Medecin
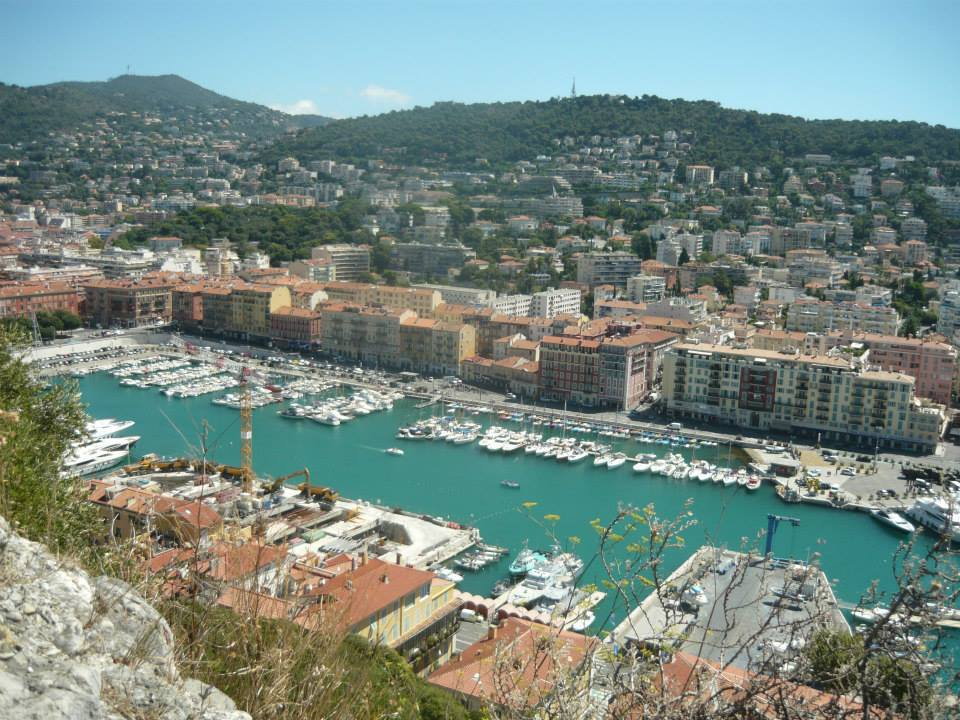
Přístav
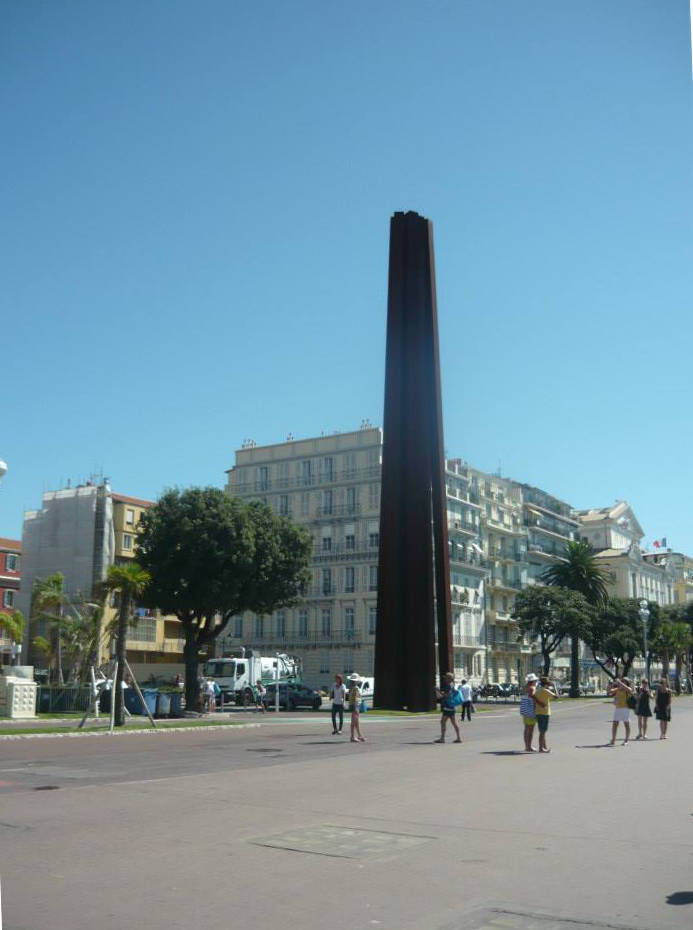
Monument
Muzeum umění
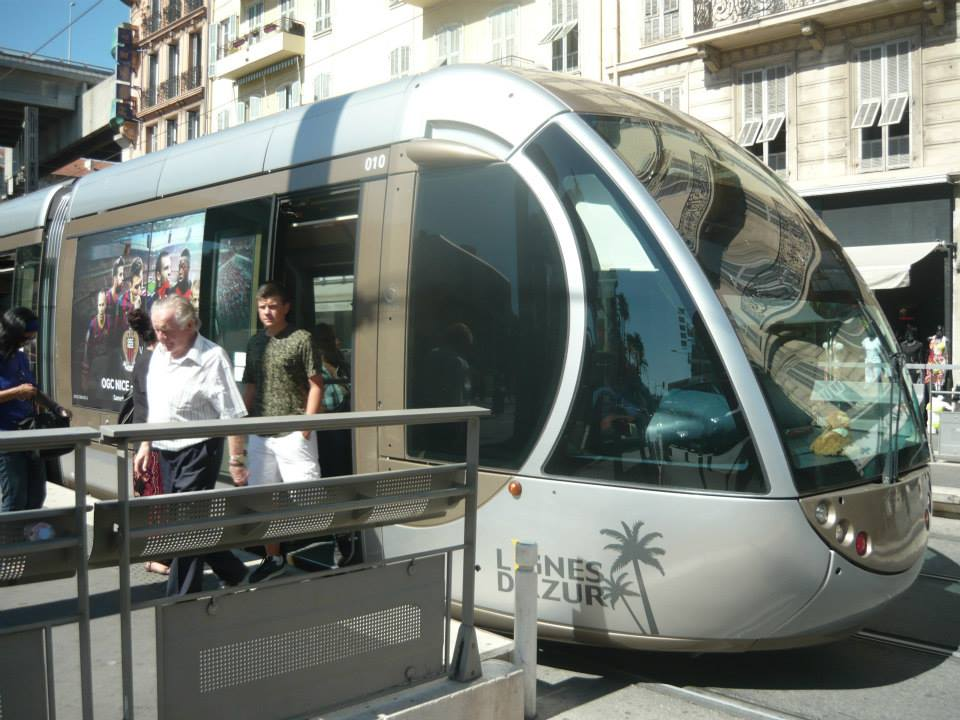
Místní tramvaj
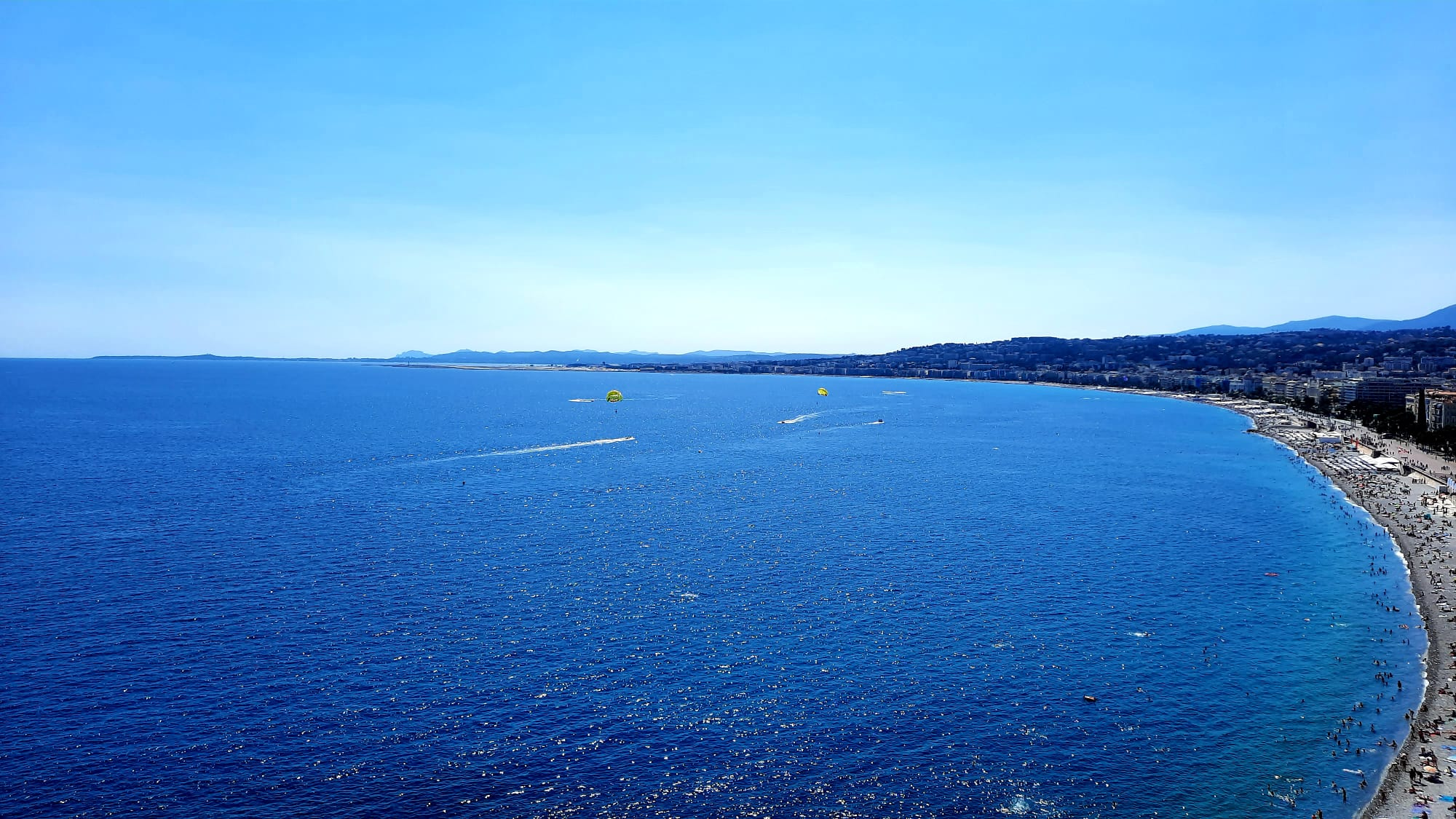
Výhled na moře

## Známí rodáci
- Henry Cavendish (1731–1810), britský fyzik a chemik, objevitel vodíku[8]
- André Masséna (1758–1817), francouzský generál, maršál Francie[9]
- Alfred Binet (1857–1911), francouzský psycholog, autor prvního moderního inteligenčního testu[10]
- Albert Calmette (1863–1933), francouzský bakteriolog a imunolog[11]
- Michel Marcel Navratil (1908–2001), jeden z přeživších potopení Titanicu, zemřel jako poslední mužský trosečník[12]
- Georges Lautner (1926–2013), francouzský režisér a scenárista[13]
- Simone Veilová (1927–2017), francouzská právnička, politička a předsedkyně Evropského parlamentu[14]
- Yves Klein (1928–1962), francouzský výtvarník[15]
- Michèle Mercier (* 1939), francouzská herečka[16]
- Jean-Marie Gustave Le Clézio (* 1940), francouzský spisovatel a překladatel, nositel Nobelovy ceny za literaturu za rok 2008[17]
- Surya Bonalyová (* 1973), bývalá francouzská krasobruslařka, pětinásobná mistryně Evropy[18]
- Gilles Simon (* 1984), bývalý francouzský profesionální tenista[19]
- Hugo Lloris (* 1986), francouzský profesionální fotbalový brankář[20]
- Lucas Bravo (* 1988), francouzský herec a model[21]
- Jules Bianchi (1989–2015), francouzský automobilový závodník, pilot Formule 1[22]
- Camille Muffatová (1989–2015), francouzská plavkyně, zlatá medailistka z LOH 2012[23]
- Alizé Cornetová (* 1990), francouzská profesionální tenistka[24]

## Partnerská města
- Aktivní partnerství:
  -  Cuneo, Itálie

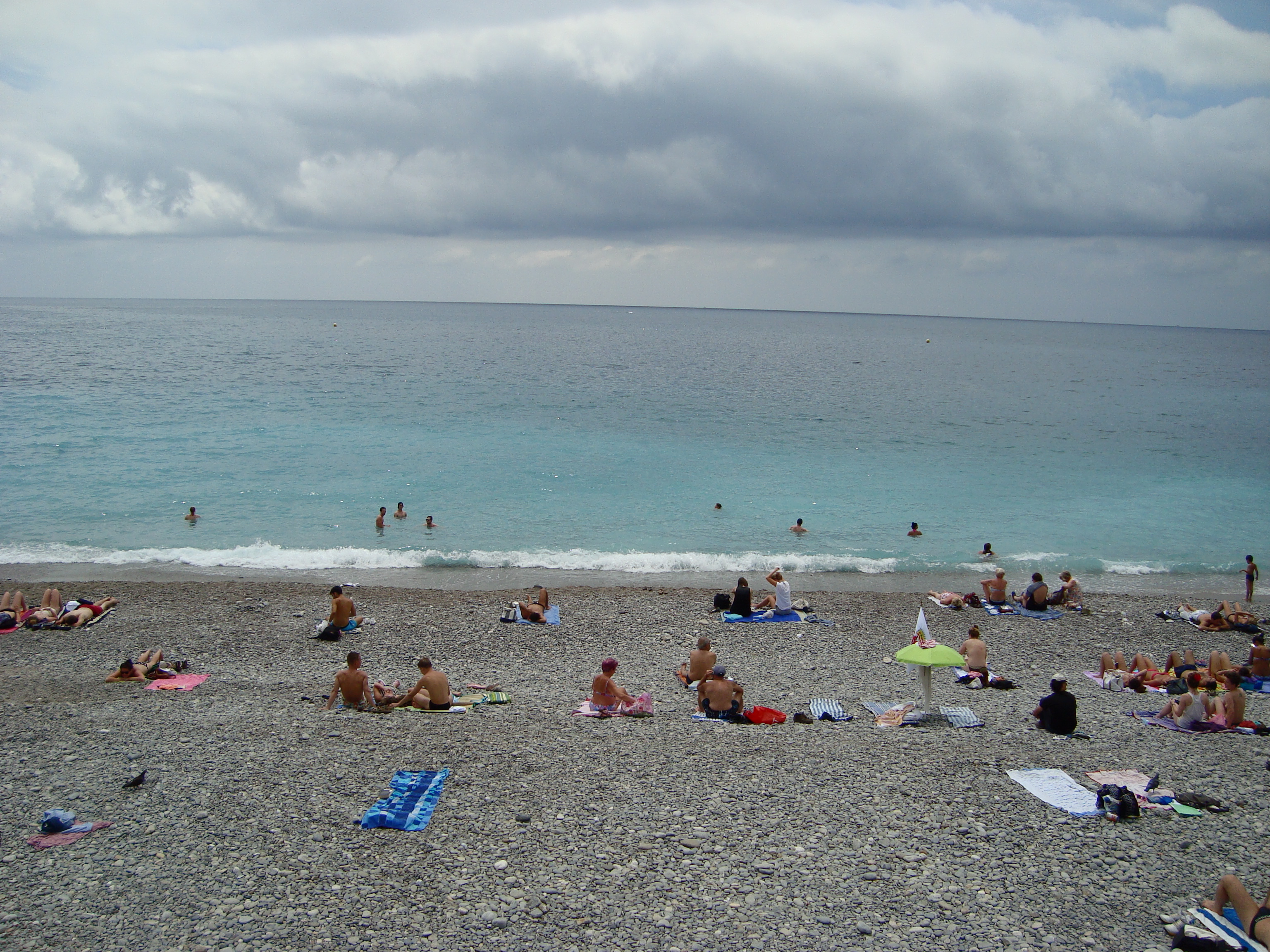
městská pláž

  -  Edinburgh, Spojené království
  -  Gdaňsk, Polsko
  -  Chang-čou, Čína
  -  Laval, Kanada
  -  Louisiana (stát), USA
  -  Miami, USA
  -  Netanja, Izrael
  -  Norimberk, Německo
  -  Petrohrad, Rusko
  -  Szeged, Maďarsko
  -  Thessaloniki, Řecko
  -  Jalta, Ukrajina

- Ostatní:
  -  Alicante, Španělsko
  -  Cartagena, Kolumbie
  -  Antananarivo, Madagaskar
  -  Kapské Město, JAR
  -  Houston, USA
  -  Kamakura, Japonsko
  -  Libreville, Gabon
  -  Manila, Filipíny
  -  Nouméa, Francie
  -  Phuket, provincie, Thajsko
  -  Rio de Janeiro, Brazílie
  -  Saint Denis, Francie
  -  Santa Cruz de Tenerife, Španělsko
  -  Sorrento, Itálie
  -  Jerevan, Arménie